# Фили, Реальдо
Реальдо Фили (алб. Realdo Fili; род. 14 мая 1996, Фиери) — албанский футболист, полузащитник албанского клуба «Теута».

## Клубная карьера
Реальдо Фили — воспитанник албанского клуба «Аполония» из своего родного города Фиери. 11 мая 2013 года он дебютировал за команду в албанской Суперлиге, выйдя на замену в концовке домашнего поединка против «Фламуртари». Это произошло в последнем туре чемпионата, в котором «Аполония» была главным аутсайдером. Сезон 2014/15 стал первым полноценным в карьере Фили, игравшего за вернувшуюся в Суперлигу «Аполонию». 28 февраля 2015 года он забил свой первый гол на высшем уровне, открыв счёт в домашнем поединке против «Кукеси». 5 мячей Фили в чемпионате не спасли «Аполонию» от очередного вылета, и первую половину сезона 2015/16 он провёл в албанском Первом дивизионе. В феврале 2016 года Фили перешёл в «Партизани». 13 июля 2016 года он открыл счёт в домашнем поединке против венгерского «Ференцвароша», проходившего в рамках квалификации Лиги чемпионов УЕФА 2016/17.